# Epitola obscura
Epitola obscura är en fjärilsart som beskrevs av Hawker-smith 1933. Epitola obscura ingår i släktet Epitola och familjen juvelvingar. Inga underarter finns listade i Catalogue of Life.